# جوزيف ليونارد أوبراين
جوزيف ليونارد أوبراين هو سياسي كندي، ولد في 6 نوفمبر 1895 في كندا، وتوفي في 18 يونيو 1973. حزبياً، نشط في حزب كندا المحافظ. وقد انتخب عضو الجمعية التشريعية لنيو برونزويك ‏ وانتخب Speaker of the Legislative Assembly of New Brunswick ‏ (1925 – 1930) وانتخب Lieutenant Governor of New Brunswick ‏.